# Antonio Orlandi Cardini
Antonio Orlandi Cardini (Fucecchio, 23 luglio 1850 – 4 maggio 1920) è stato un patriota, politico, militare ed editore italiano.

## Biografia
Antonio Orlandi Cardini nacque nel 1850 in Toscana.
Nonostante facesse parte della nobiltà, si schierò fin da giovane con i repubblicani; condividendo ideali come l'uguaglianza degli individui e l'indipendenza dei popoli.
Nel luglio del 1867, presenziò al discorso tenuto da Giuseppe Garibaldi presso Villa Sismondi a Pescia assieme all'amico fraterno Carlo Anzilotti. Dopo tale evento Carlo e Antonio decisero di seguire Garibaldi in battaglia.
La prima battaglia a cui Antonio prese parte fu quella di Mentana, con il grado di sergente. Successivamente, nel 1870, prese parte alla battaglia di Digione, con il grado di luogotenente. Ferito in tal circostanza, fu costretto a tornare a casa, dove proseguì la sua lotta politico-militare fondando il periodico Il Lume a Mano e dirigendo il giornale La Risveglia; ciò gli valse un mese di carcere.
Nel novembre del 1871, Giuseppe Garibaldi scrisse ad Antonio della prematura scomparsa del suo amico Carlo.
(Giuseppe Garibaldi, Caprera 23 novembre 1871)
Nel 1888, diresse il giornale Il Delfino, organo ufficiale del partito democratico della Valdinievole.
Nel 1900, dedicò al suo amico Felice Cavallotti una targa commemorativa in via Ruga degli Orlandi presso Pescia. Il 16 settembre dello stesso anno Antonio pronunciò un discorso davanti alla folla, a tale evento prese parte anche il deputato Ettore Socci, suo amico e compagno d'armi.
Negli anni successivi Antonio intraprese numerosi viaggi in America del Sud con l'incarico di delegato commerciale sotto la Regia Legazione d'Italia. Tra i paesi visitati figurano: il Brasile, l'Uruguay, il Messico e l'Argentina.
Nel 1914, alla veneranda età di 64 anni, Antonio era ormai considerato il maggior esponente del repubblicanesimo nella Valdinievole; conscio di ciò tornò sul campo di battaglia come chef de bataillon al fianco prima dei francesi (nel 1914-1915) e poi come tenente di fanteria al fianco degli italiani (1915-1917). Sul fronte ebbe modo di conoscere varie personalità come Curzio Malaparte, Antonio Cippico e Peppino Garibaldi.
Nel gennaio del 1917 a causa dell'età avanzata fu costretto alla smobilitazione, e nel 1920 si tolse la vita con un colpo di pistola alla tempia.
In età postuma, venne pubblicato il saggio Battibecco. (1953-1957) di Curzio Malaparte il quale riporta alcune gesta di Antonio.